# Canal Kronverksky

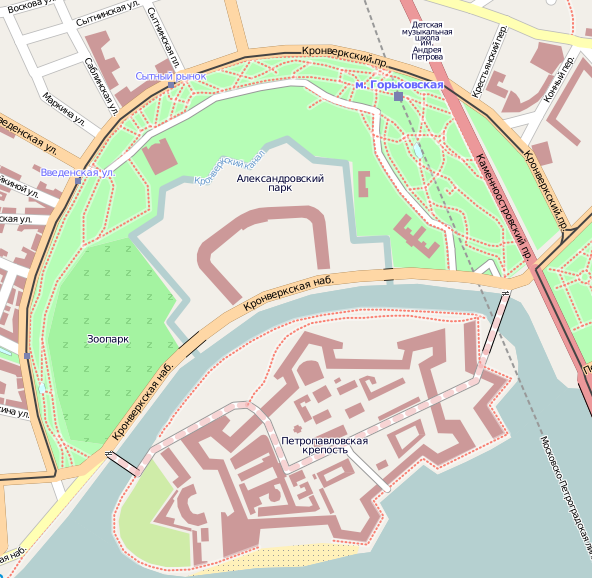
Le Canal ou le Détroit Kronverksky, entre les îles Petrogradsky et Zayachy

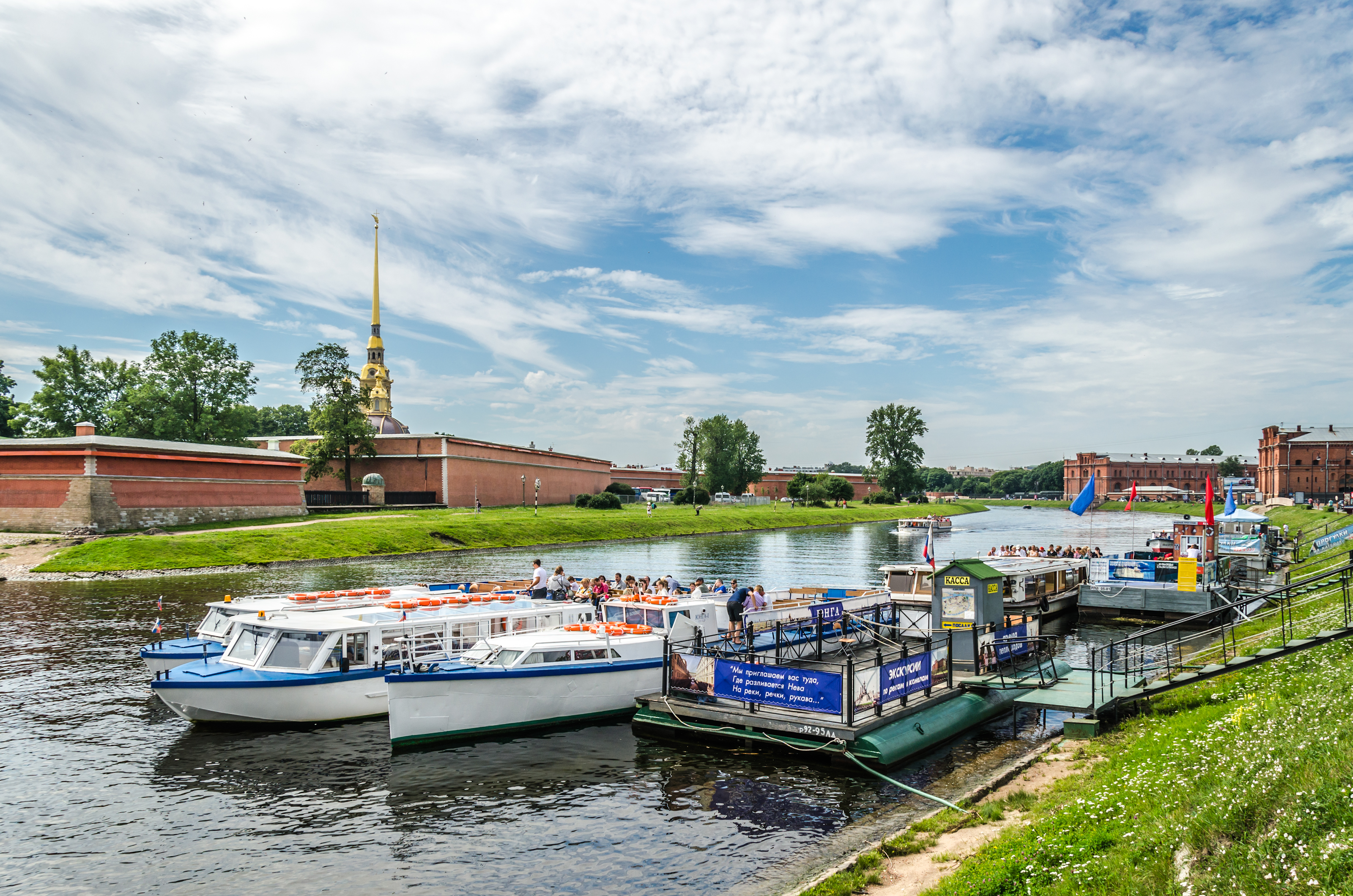
Débarcadère à Kronverksky

Le canal Kronverksky  (en russe : Кронверкский пролив), ou Détroit Kronverksky, est un étroit canal qui sépare l'île Petrogradsky et l'île Zayachy à Saint-Pétersbourg, en Russie.
Il forme un arc de cercle d'environ 1 km de long, sur 50 m de large et 4 m de profondeur. Au sud-est l'île Zayachy est dominée par la Forteresse Pierre et Paul, et au nord se trouve la Kronverk sur l'île Petrogradsky. Il est encadré par le pont Kronverksky à l'est et le pont Ioannovsky à l'ouest.
Le pont Ioannovsky a été le premier pont construit à Saint-Pétersbourg. Il a été initialement construit en 1703 comme pont flottant en bois, mais il a été renforcé et reconstruit en matériaux solides au fil des ans,.